# 瑞穂区役所駅
瑞穂区役所駅（みずほくやくしょえき）は、愛知県名古屋市瑞穂区瑞穂通2丁目にある、名古屋市営地下鉄桜通線の駅である。駅番号はS12。駅アクセントカラーは空色。

## 歴史
- 1994年（平成6年）3月30日：開業[2]。
- 2011年（平成23年）6月18日：可動式ホーム柵使用開始。

## 駅構造

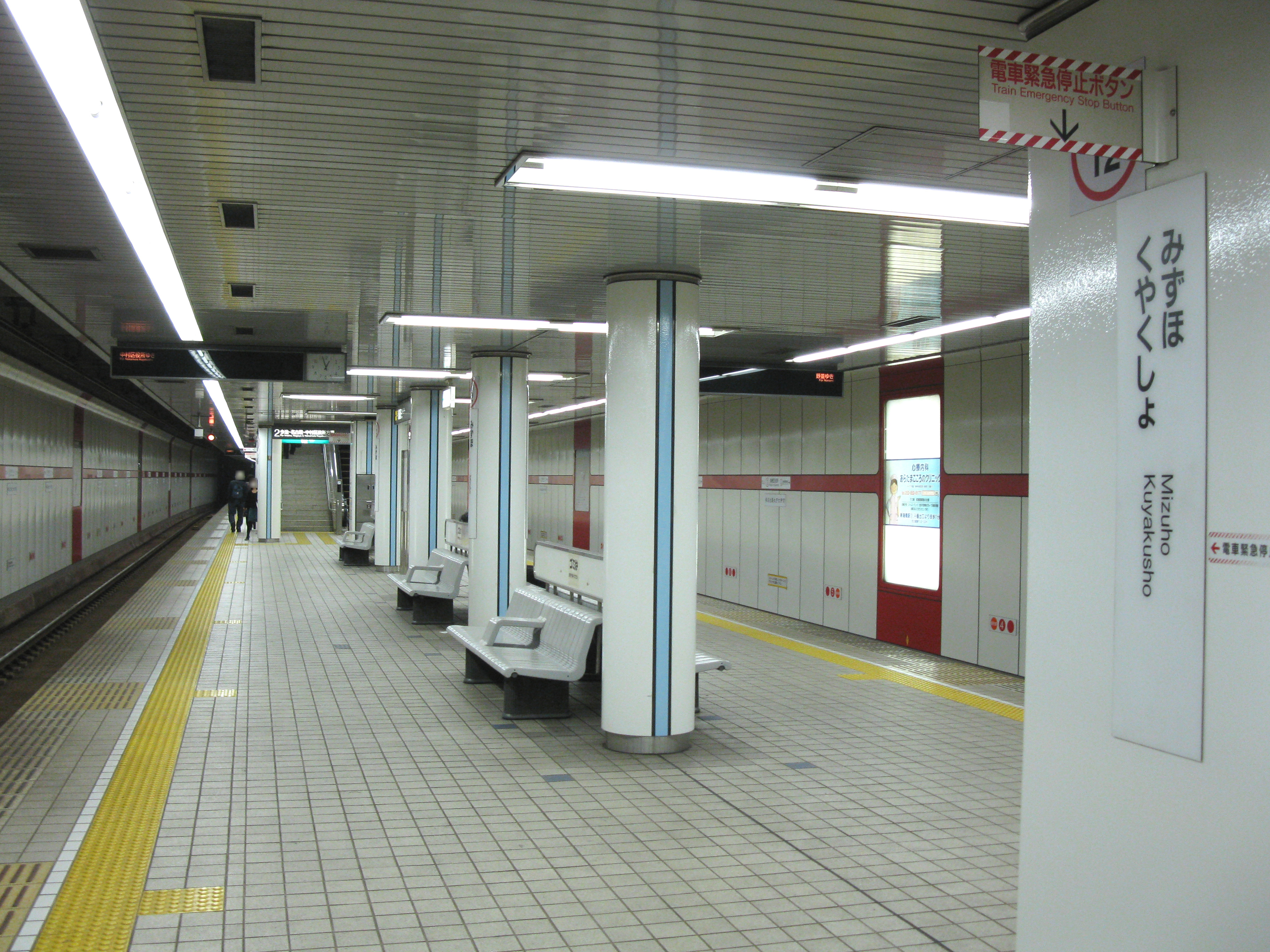
ホーム（2010年3月）

島式1面2線のホームを持つ地下駅で、可動式ホーム柵が設置されている。ホームは20 m車8両編成まで対応している。この付近では桜通線は他の路線と交差していないために他の駅に比べて若干浅い位置を通っており、ホームは地表から約12 mの場所に位置している。
当駅は、桜通線駅務区今池管区駅が管轄している。

### のりば
| ホーム | 路線   | 行先                     |
| ------ | ------ | ------------------------ |
| 1      | 桜通線 | 新瑞橋・徳重方面         |
| 2      | 桜通線 | 今池・名古屋・太閤通方面 |

## 利用状況
- 2019年（令和元年）度の一日平均乗車人員は7,607人である。

## 駅周辺

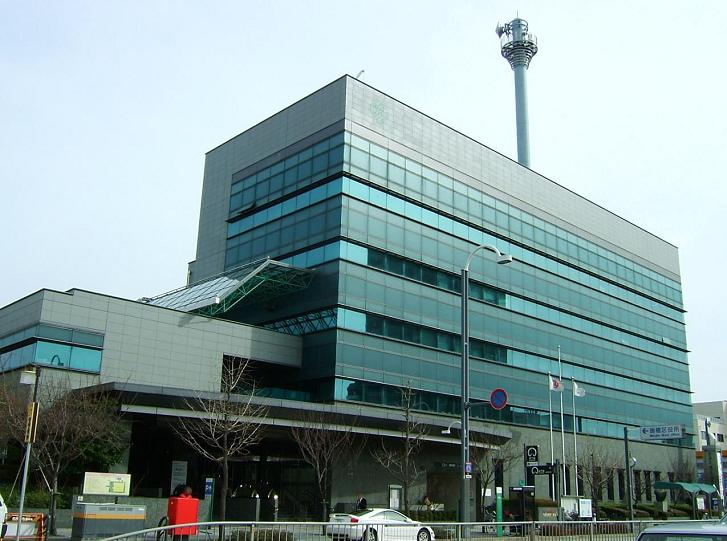
瑞穂区役所

### 周辺の施設
- 瑞穂区役所
- 瑞穂保健センター
- 瑞穂警察署
- 瑞穂消防署
- 蒲郡信用金庫 瑞穂通支店
- 名古屋葵大学・名古屋女子大学短期大学部
- 名古屋大谷高等学校
- 愛知県立瑞陵高等学校
- 名古屋葵大学中学校・高等学校
- 名古屋市立瑞穂ヶ丘中学校
- 名古屋市立大学 田辺通キャンパス
- 環状線（名古屋市道名古屋環状線）

### バス路線
最寄り停留所は瑞穂区役所となる。以下の路線が乗り入れ、名古屋市交通局により運行されている。
- 金山14：金山行（博物館経由、豆田町経由）／瑞穂運動場東行
- 瑞穂巡回：新瑞橋行

## 隣の駅
名古屋市営地下鉄
 桜通線
桜山駅 (S11) - 瑞穂区役所駅 (S12) - 瑞穂運動場西駅 (S13)